# Gourko
Gourko est un village du nord du Cameroun, situé dans la région du Nord. Il fait partie du département du Faro, un des quatre départements de cette région. Administrativement, il est intégré à la commune de Poli, chef-lieu du Faro, et au lamidat de Gode-Gare.

## Population
Lors du recensement de la population réalisé par le Bureau central des recensements et des études de population (BUCREP) en 2005, Gourko comptait 131 habitants.